# Sint-Maria in Lyskirchen
De Kerk van Sint-Maria in Lyskirchen (Duits: Sankt Maria in Lyskerchen) is de kleinste van de twaalf romaanse basilieken in de Duitse stad Keulen. De kerk is gelegen in de oude binnenstad van Keulen aan de oever van de Rijn en wordt in het onderhoud bijgestaan door de Förderverein Romanische Kirchen Köln. De kerk heeft als bijnamen "Kerk der Rijnschippers" en (vanwege de kleur) "de roze kerk".

## Geschiedenis
De kerk werd voor het eerst in het jaar 948 in een oorkonde genoemd. De naam Lyskirchen voert terug op de stichting van de kerk door ene Lysolfus, een persoon die hoorde tot een Keuls patriciërsgeslacht.
De kerk is niet alleen de kleinste van de grote romaanse kerken in Keulen, het is ook de enige kerk waarvan de historische gewelffresco's uit de 13e eeuw voor het grootste deel behouden zijn. De fresco's werden in de jaren 1879-1881 blootgelegd. Naar een nabijgelegen plaats werd de kerk oorspronkelijk Sint-Maria in Nothausen genoemd.
De huidige drieschepige bouw ontstond rond 1210-1220. Hierbij gaat het om een basiliek met galerijen, waarvan de oostelijke apsis door twee torens geflankeerd wordt. Alleen de noordelijke toren werd voltooid. In de 17e eeuw werd de kerk voor een belangrijk deel in gotische stijl verbouwd.
De kerk leed onder de Britse bombardementen tijdens de Tweede Wereldoorlog aanzienlijke schade. Alhoewel de daken werden verwoest, bleven de gewelven met de fresco's als door een wonder intact. In de periode 1947-1962 volgde de wederopbouw van de kerk.

## Bezienswaardigheden
De kerk bezit buiten de bijzondere fresco's nog een aantal kunstvoorwerpen.
Kerkschip:
- Een 13e-eeuws doopbekken.
- Twee houten beelden van de Heilige Nicolaas en de Heilige Maternus; beide beelden zijn afkomstig van het voormalige barokke hoogaltaar.
- De Schippersmadonna, een 2,05 meter hoog beeld uit 1410-1420.
- Gebrandschilderde ramen in het noordelijk zijschip uit 1520/30.

Koor:
- Een Madonna met Kind in het hoogaltaar van 1,15 meter hoog uit de eerste helft van de 14e eeuw.
- Een schilderij van de Annunciatie

## Tijdbalk van de kerk
- 948 Eerste vermelding van de kerk in een document van aartsbisschop Wigfried
- 1067 De toenmalige genoemde kerk van St. Maria in Nothausen wordt door Anno II toegewezen aan het Sint-Jorisstift.
- 1106 De kerk komt door de uitbreiding van de stadsmuren binnen de stadsgrenzen te liggen.
- 1135/42 De kerk wordt als 'ecclesia Lisolvi' (Kerk van Lisolvus) genoemd.
- 1180 Nieuwbouw van de Keulse stadsmuur; de sacristie van de kerk wordt op de muur gebouwd.
- 1200 De nieuwe oostelijke bouw van de kerk wordt voltooid, daarna wordt het oude kerkschip afgebroken en opnieuw gebouwd.
- 1250 De gewelven van het schip worden beschilderd; de fresco's zijn de belangrijkste nog bestaande romaanse decoraties van de kerk en stellen taferelen uit de Bijbel en heiligenlevens voor.
- 1520/30 Verbouw van de kerk; bijna alle romaanse vensters (behalve die van de galerijen) worden door maaswerkvensters vervangen; de zijbeuken krijgen steunberen.
- 1658/62 De gewelven van koor en apsis worden afgebroken en na verhoging van de muren vervangen door nieuwe gewelven.
- 1663/65 Oprichting van een barok hoogaltaar.
- 1697(?) De romaanse waaiervensters van de galerijen worden door rondbogige vensters vervangen.
- 1784 IJsgang en hoogwater beschadigen en verwoesten gedeeltelijk de inrichting van de kerk. In 1785 wordt een nieuw hoogaltaar opgericht.
- 1811 De crypte wordt dichtgemetseld en de kerk krijgt een nieuwe, verhoogde vloer.
- 1827 In het koor worden vensters dichtgemetseld.
- 1860/76 Renovatie van de kerk; westelijke gevel wordt in neoromaanse stijl gewijzigd, barokke details aan de buitenbouw verwijderd, gebrandschilderde glazen voor de apsisvensters, een nieuw hoogaltaar en altaren in de koorkapellen.
- 1879/81 De laatromaanse fresco's worden ontdekt en gerestaureerd.
- 1918 Renovatie van de crypte.
- 1934 Hernieuwde restauratie van de fresco's.
- 1942/43 Verwoesting tijdens de Tweede Wereldoorlog maar de schade is minder groot als bij andere Keulse kerken; kerkdak wordt vernield door oorlogsgeweld; de gewelven blijven met de fresco's behouden, de tongewelven van de galerijen stortten in en beschadiging aan het gebouw door luchtdruk bij de bombardementen.
- 1947/62 Wederopbouw van de kerk.
- 1972/77 Restauratie van de gewelfbeschildering waarbij latere overschilderingen worden verwijderd.
- 1982/89 Buitenrestauratie, in het bijzonder aan de westelijke gevel en het noordelijk zijschip, de oorspronkelijke kleurstelling van de kerk in roze, grijs en wit hersteld.

## Afbeeldingen

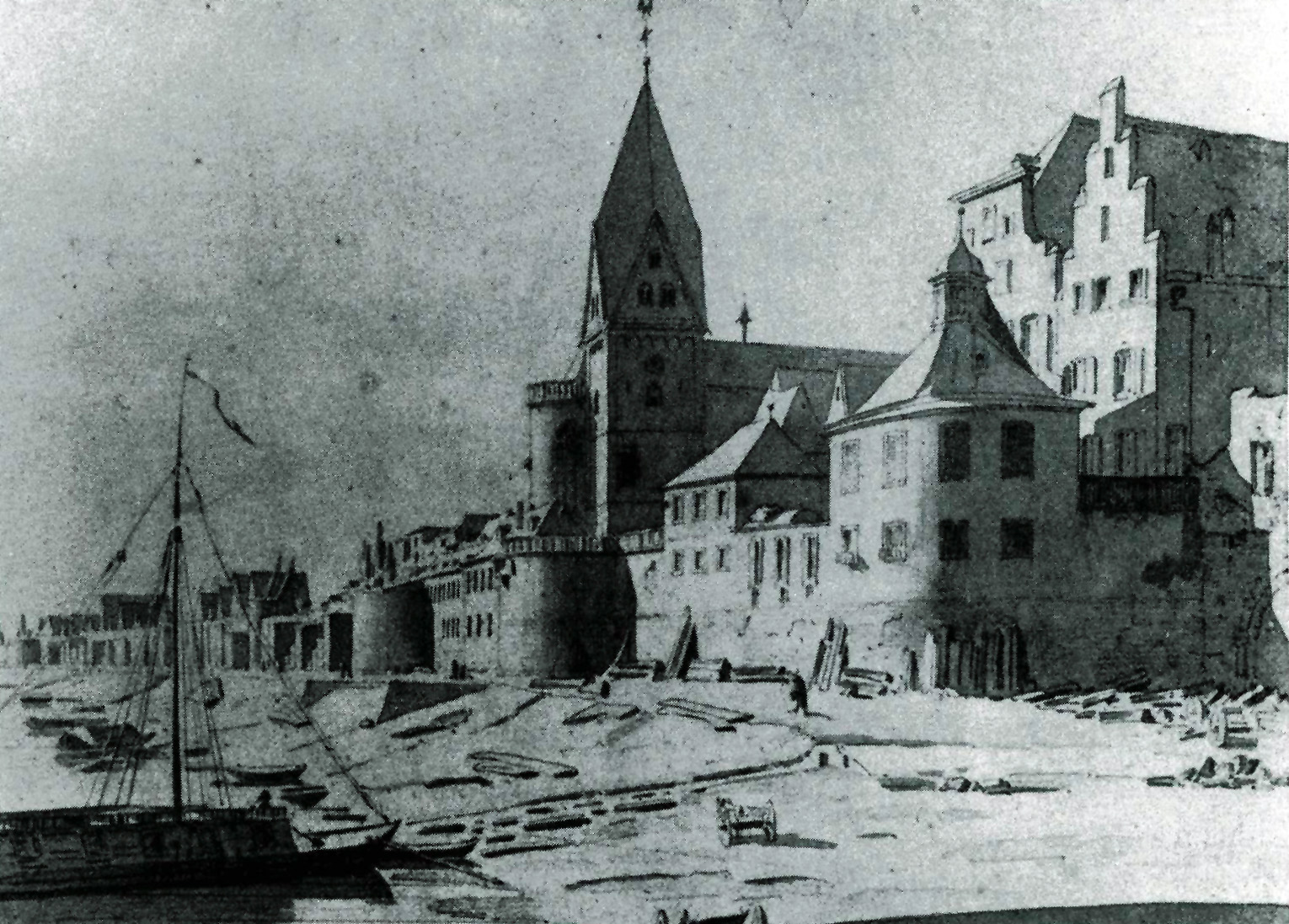
Lithografie van de kerk en stadsbevestiging uit 1827
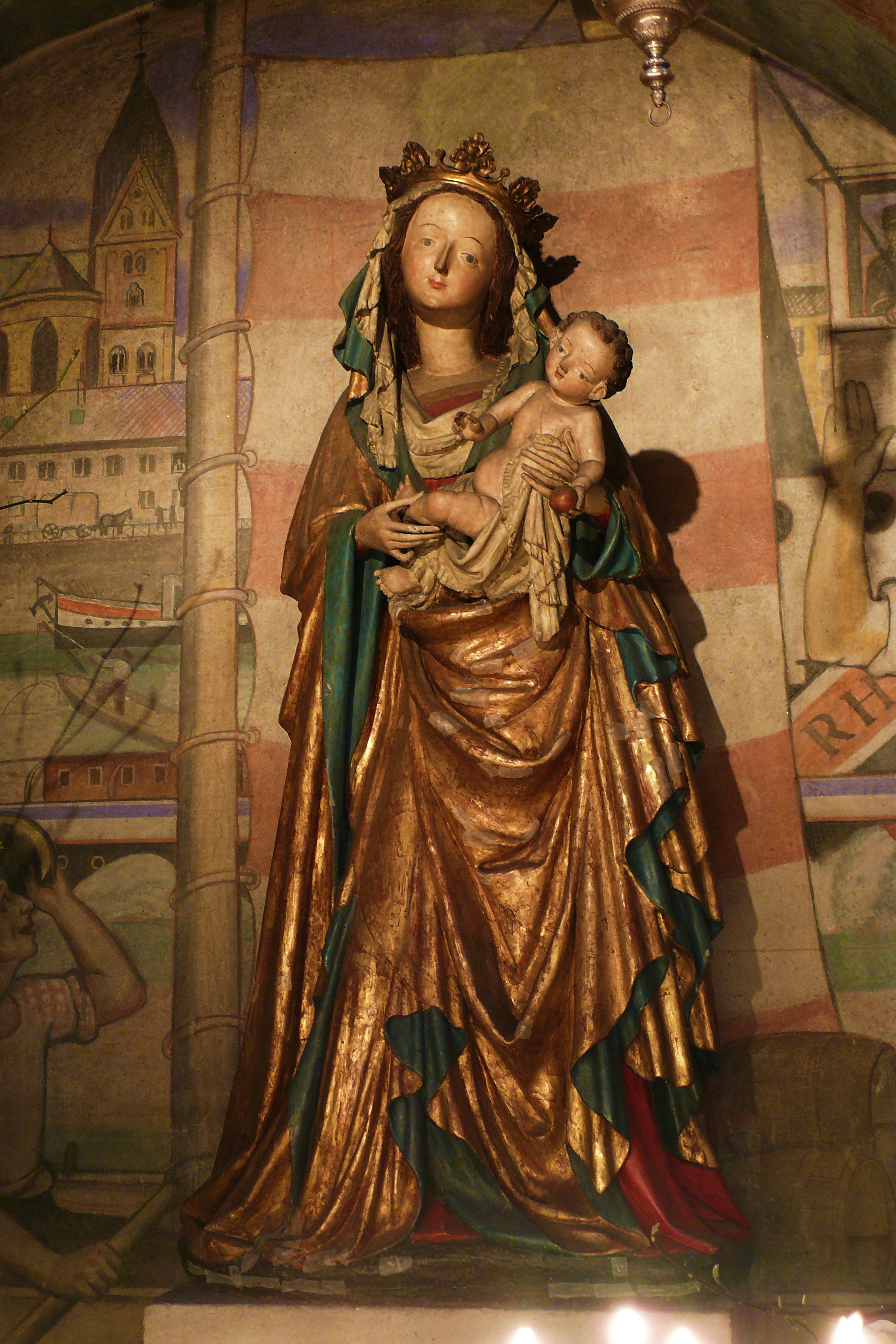
Madonna met Kind uit 1420
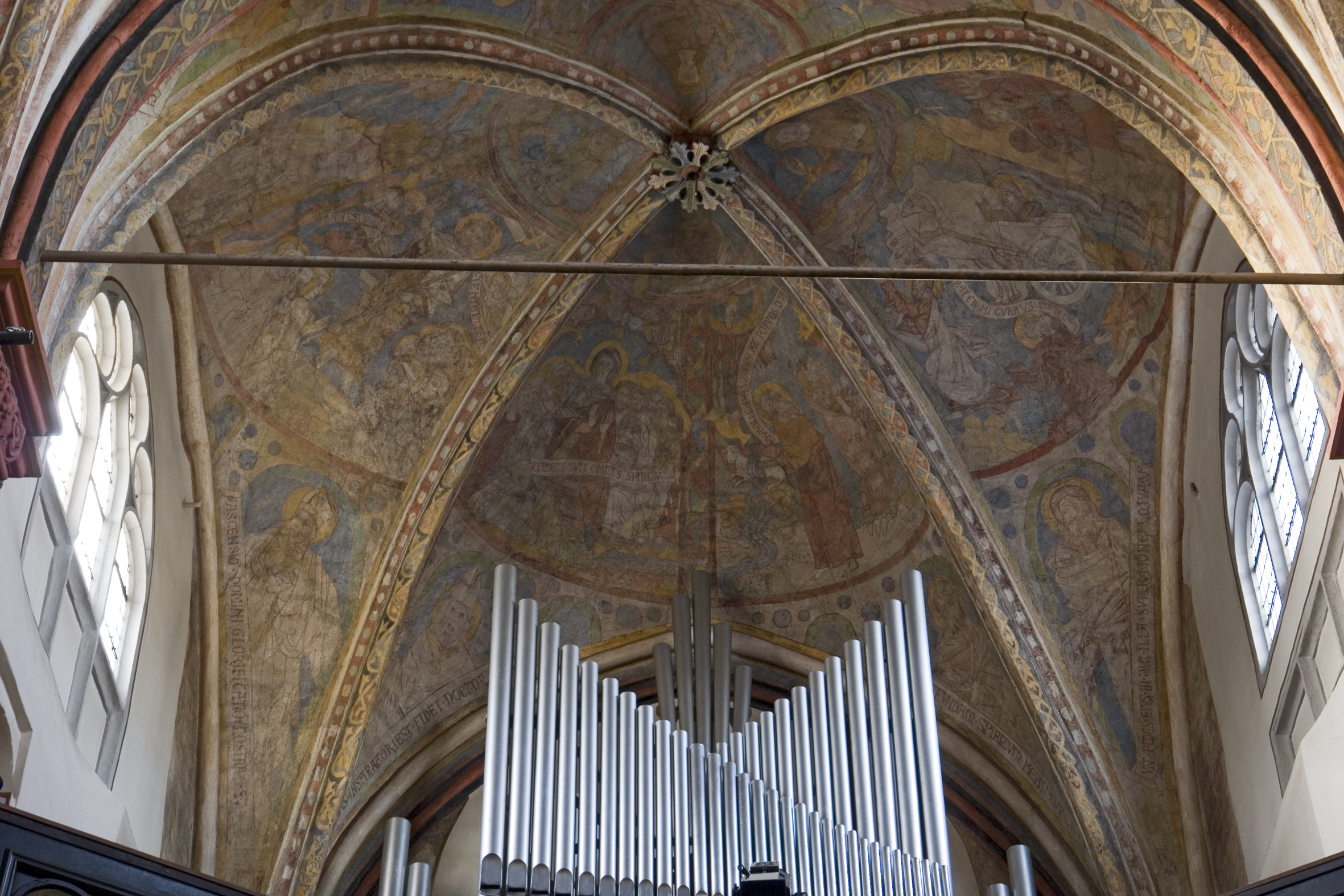
Fresco's boven de ingang
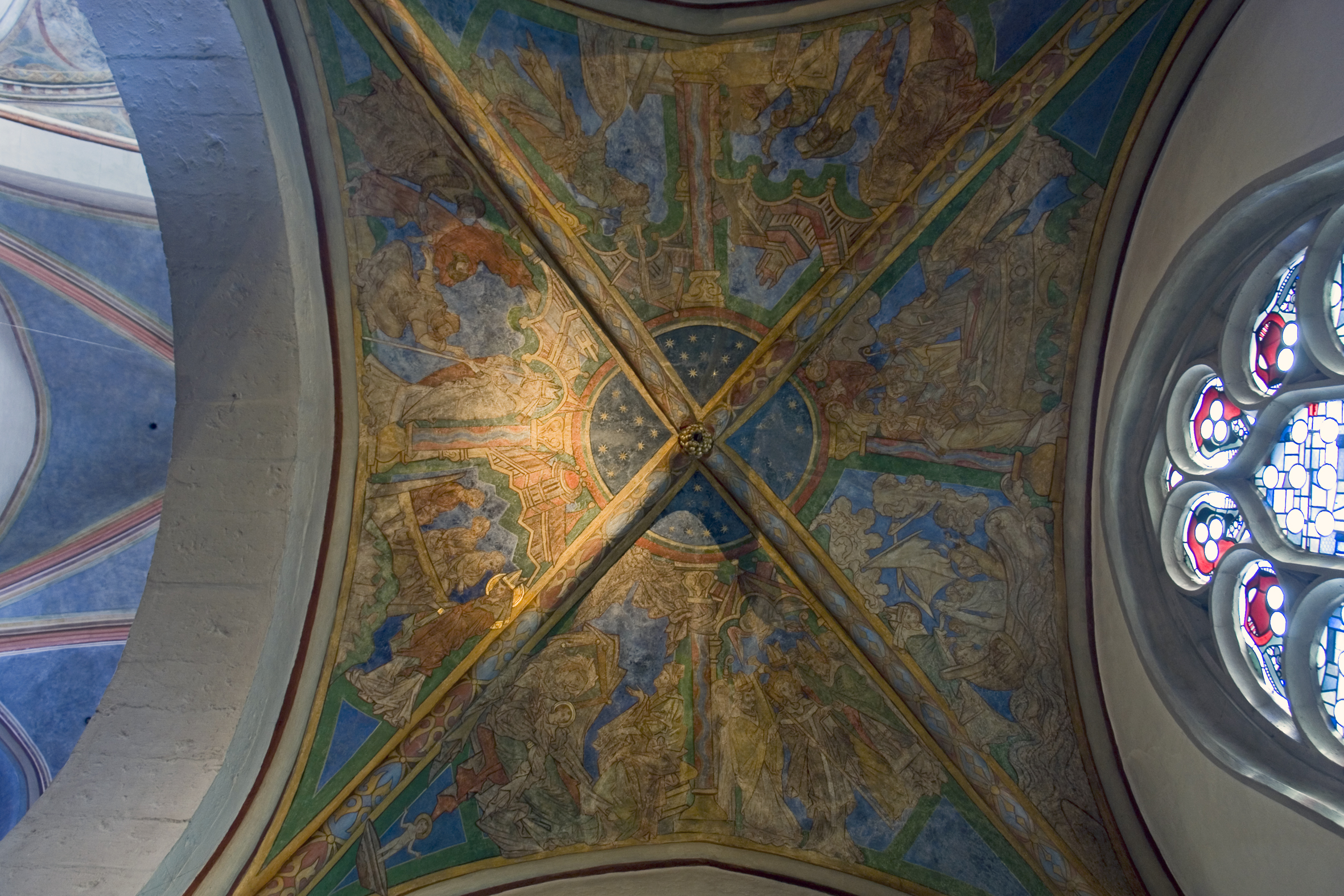
Fresco's noordelijke zijkapel
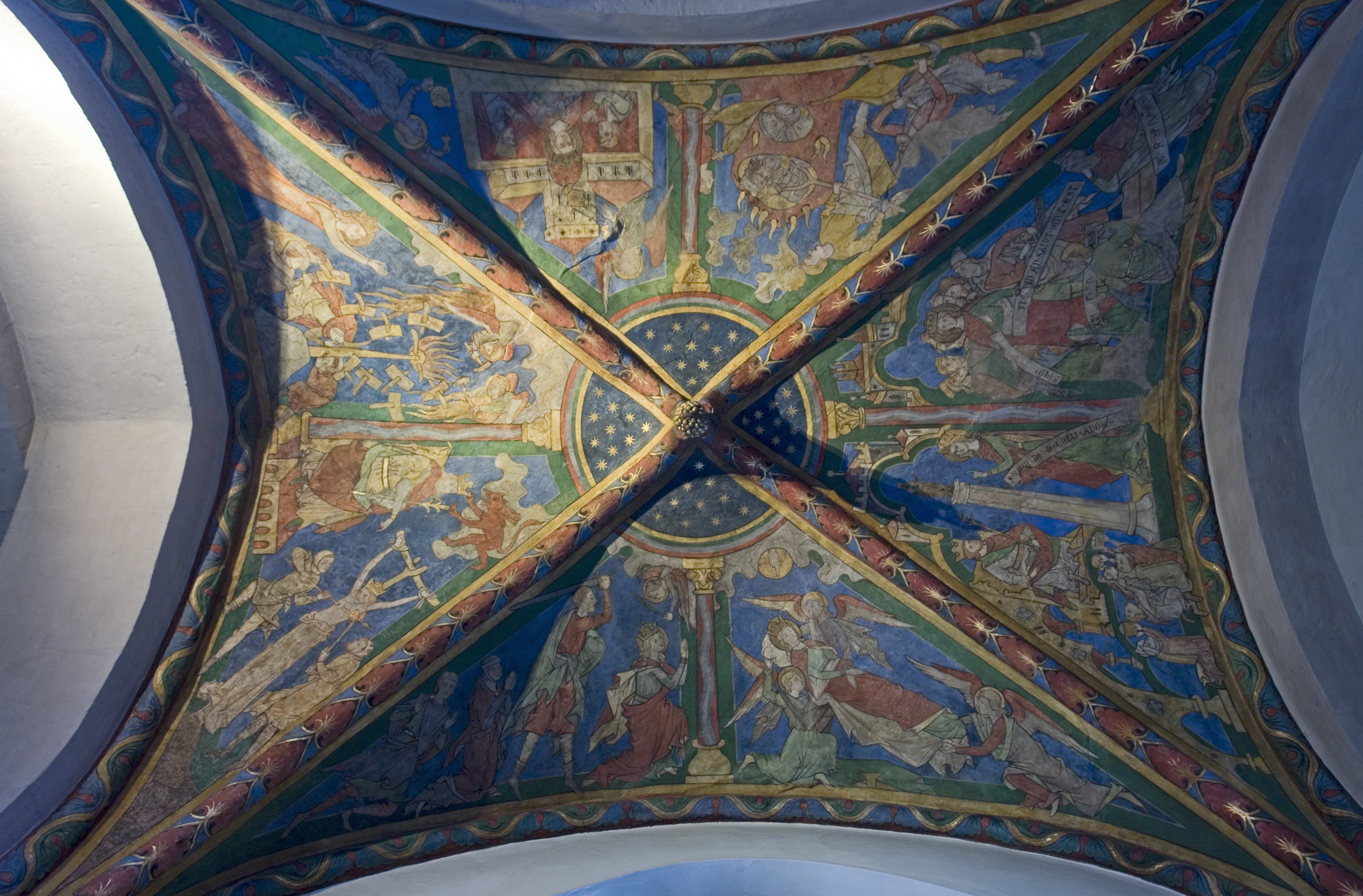
Fresco's zuidelijke zijkapel
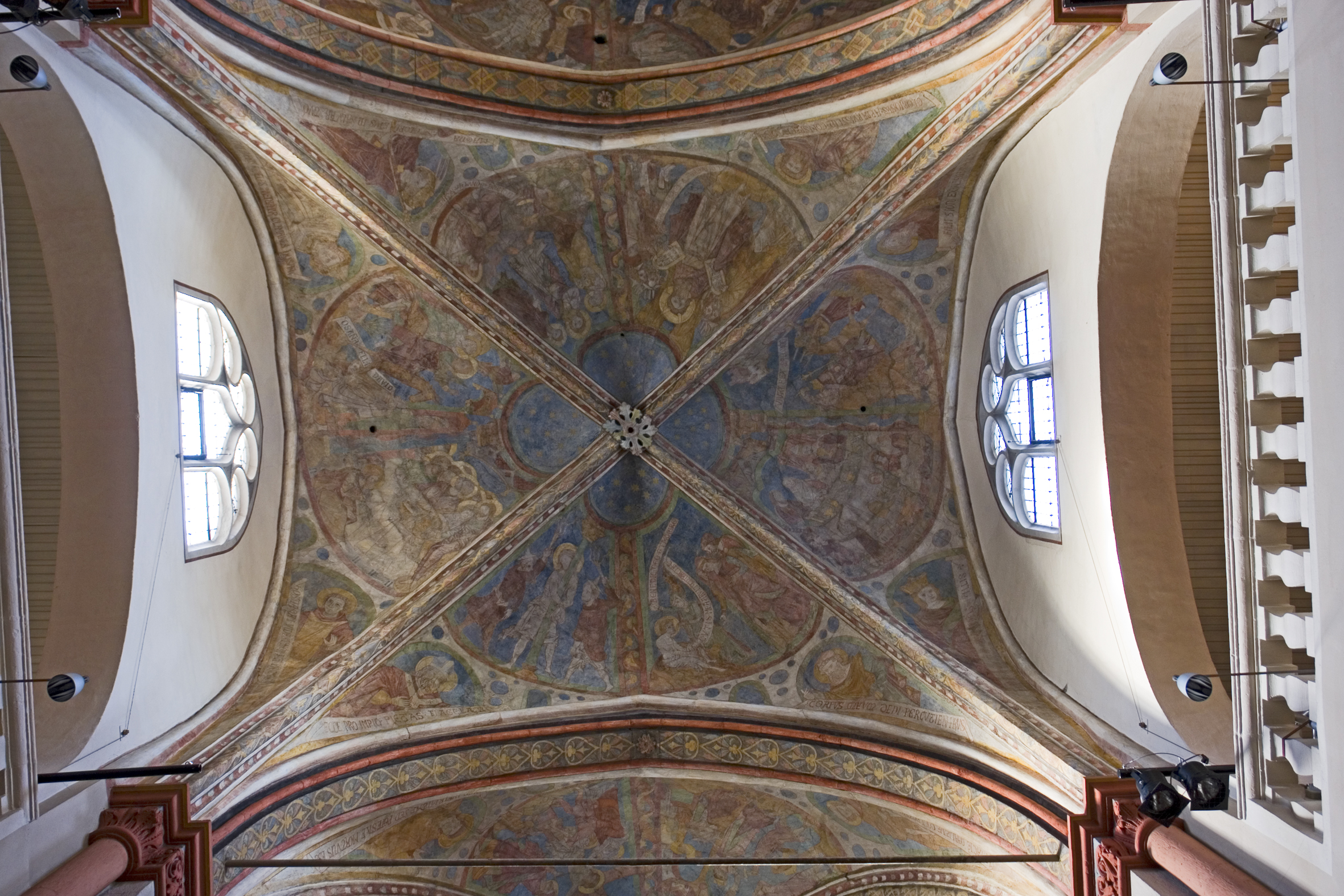
Fresco's middenschip